# Protectorat
Ne doit pas être confondu avec Puissance protectrice.
 (juin 2009).
Si vous disposez d'ouvrages ou d'articles de référence ou si vous connaissez des sites web de qualité traitant du thème abordé ici, merci de compléter l'article en donnant les références utiles à sa vérifiabilité et en les liant à la section « Notes et références ».
Le protectorat est un régime politique constituant l'une des formes de sujétion coloniale. Il diffère de la colonisation pure et simple en ce que les institutions existantes, y compris la nationalité, sont maintenues sur un plan formel, l'État protecteur assumant la gestion de la diplomatie, du commerce extérieur et éventuellement de l'armée de l'État sous protectorat.
Le terme de « protectorat » peut être employé de manière polémique, pour désigner soit des dépendances et territoires à souveraineté limitée, soit des régimes politiques considérés comme étant sous l'influence étroite d'États plus puissants : on parle dans ce cas de « gouvernements fantoches ».

## Indirect rulebritannique et décolonisation
Les Britanniques recoururent abondamment à ce système d'indirect rule pour administrer leur immense empire colonial. Il était en effet plus économique de laisser en place des institutions existantes et d'y ajouter un ou des « conseiller(s) » britannique(s) que de les remplacer par une administration coloniale. À la décolonisation, les États princiers de l'empire des Indes furent intégrés de gré ou de force dans les nouvelles entités, Inde et Pakistan, sauf le Sikkim (protectorat indien jusqu'à son annexion pure et simple en 1975) et le Bhoutan (de même statut que le Sikkim, mais qui a finalement accédé à l'indépendance en 1971). Le Cachemire ne fut pas immédiatement annexé non plus, il fut occupé militairement par l'Inde et annexé formellement en 1957 seulement, la partie occupée par le Pakistan restant un État indépendant de jure, l'Azad Cachemire (Cachemire libre), qui peut être considéré comme un protectorat dépendant du Pakistan, de même que les territoires du Nord, Gilgit et le Baltistan.
Il en fut de même en Afrique subsaharienne, avec deux exceptions : le protectorat du Basutoland, une enclave en Afrique du Sud, devenu royaume indépendant en 1966 sous le nom de Lesotho, ainsi que celui du Swaziland (1968), dans la même région. Le Bechuanaland, toujours en Afrique australe, accéda pour sa part à l'indépendance en tant que république en 1966 sous le nom de Botswana, mais avec pour président l'héritier de la famille royale précédemment protégée, Seretse Khama.
Dans l'océan Pacifique, le protectorat des îles Tonga a également accédé à l'indépendance, en 1970, sans modifier ses institutions.
Dans la péninsule arabe, à l'exception du Yémen du Sud (ex-Protectorat d'Aden et Colonie d'Aden, Fédération des émirats arabes du Sud, Protectorat d'Arabie du Sud et Fédération d'Arabie du Sud), les protectorats britanniques ont accédé à l'indépendance, soit isolément (Koweït en 1961, et en 1971 Qatar, Bahreïn et Oman), soit en tant que fédération (Émirats arabes unis en 1971).
Les Britanniques tentèrent au moins trois expériences de fédérations de protectorats, dont une avorta, la Fédération des émirats arabes du Sud en 1959, devenue Fédération d'Arabie du Sud en 1962 mais dissoute dans la nouvelle république populaire du Yémen du Sud en 1967, alors que les deux autres fédérations de monarchies, la Malaisie et les Émirats arabes unis, existent encore actuellement en tant qu'États indépendants, la première comptant neuf monarchies et quatre territoires, la seconde sept monarchies.

## Indirect rulenéerlandais
Dans les Indes néerlandaises, les Pays-Bas utilisaient le même système que les Britanniques, avec de nombreux protectorats, qui furent intégrés dans la république d'Indonésie par la proclamation de l'indépendance de 1945.

## Protectorats français
Les premiers protectorats français sont apparus à la fin du XIIIe siècle et ne concerna jusqu'au XIXe siècle, avant la période coloniale, que des terres d'Empire.

### Protectorats en Europe
Les bourgeois lyonnais sollicitèrent en 1271 la protection de Philippe III le Hardi par une lettre scellée d’un sceau de la ville. Celui-ci envoya un viguier royal et l'archevêque Pierre de Tarentaise, détenteur du pouvoir temporel, reconnu son autorité en 1272. Ce protectorat ne perdura que peu de temps après Philippe III. Les bourgeois bien que n'ayant pas juridiquement le pouvoir temporel, étaient en mesure de réorienter le choix des allégeances et en 1286 ils se placèrent sous la protection du comté de Savoie, terre d'Empire. Parallèlement l'archevêque Raoul de Thourotte resta pour sa partie fidèle au roi de France. Ce premier protectorat sur le lyonnais cessa avec l'avènement du nouvel archevêque Bérard de Got, le lien avec le royaume n'était plus effectif ni nécessaire.
Il repris à la demande des bourgeois, Philippe IV le Bel mit alors la ville sous sa garde en 1292 et envoya un gardiateur. Autorité royale de fait qui ne sera reconnue par le pouvoir temporel lyonnais que lors du traité de la Grande Philippine en 1307. Ce protectorat dura jusqu'à la révolte du prélat Pierre de Savoie en 1310, archevêque de Lyon depuis 1308 et neveu du comte Amédée V . Celui-ci refusa l’allégeance au roi et soutenu par les lyonnais, chassa les agents royaux. En réponse, l'armée interviendra l'année même, la ville et son comté seront finalement rattachés au royaume en 1312.
En accord avec l'Empereur Rodolphe Ier de Habsbourg lui-même, Toul terre d'Empire devint en 1281, sous le règne de Philippe III le Hardi, un protectorat français. Néanmoins en 1286 l'évêque Conrad Probus, détenant également le pouvoir temporel, décida de placer Toul sous la garde du duc de Lorraine, qui relevait en droit de l'Empire. Contrairement à son prédécesseur, Philippe IV le Bel n'obtiendra jamais pleinement la garde du comté. Sur fond de lutte d'influence entre deux corps, il bénéficiera tantôt d'un soutien des religieux, lui-même circonscrit, tantôt de celui des bourgeois. En aucun cas de celui de l'Empereur.
La France établie de nouveaux protectorats en 1552, qui concerna les évêchés de Metz, de Toul (à nouveau) et de Verdun. Ces trois comtés épiscopaux furent de fait intégrés au royaume de France et reconnu comme tel par le Saint-Empire à l'occasion des traités de Westphalie en 1648.
Le duché de Bouillon devint un protectorat français en 1678 sous le règne de Louis XIV à la suite d'une intervention armée survenue en 1676. Il le resta jusqu'au changement de régime politique consécutif à la révolution française.
Après la Seconde Guerre mondiale, la France exerça également un protectorat sur la Sarre de 1947 à 1956, avant que celle-ci ne soit rattachée à l'Allemagne de l'Ouest.

### Protectorats coloniaux
Au XIXe siècle, la plupart du temps, la France préféra un système d'administration directe, éliminant ou dévalorisant les anciennes monarchies indigènes, sauf dans trois régions : l'Indochine (Annam, Cambodge, Laos, Tonkin), le Maghreb (Maroc et Tunisie) et Madagascar (jusqu'en 1897 seulement). Toutefois, même dans ces cas, le caractère jacobin et centralisateur de la Troisième République s'accommodait mal du régime d'administration indirecte qu'implique le protectorat et à l'aube de la Seconde Guerre mondiale, « les territoires coloniaux comme les États protégés se trouvaient placés de droit ou de fait sous un régime uniforme par l'esprit, bien que nuancé dans ses applications, le régime d'administration directe. La France y exerçait toutes les responsabilités et tous les pouvoirs ».
| Protectorat      | Dates     | Traité(s)                                                            |
| ---------------- | --------- | -------------------------------------------------------------------- |
| Tahiti           | 1842-1880 | —                                                                    |
| Cambodge         | 1863-1946 | Traité d'Oudong 11 août 1863                                         |
| Tunisie          | 1881-1956 | Traité du Bardo (1881)                                               |
| Madagascar       | 1882-1897 | —                                                                    |
| Annam            | 1883-1948 | Traité de Hué (1883), traité de Hué (1884), traité de Tianjin (1885) |
| Tonkin           | 1883-1948 | Traité de Hué (1883), traité de Hué (1884), traité de Tianjin (1885) |
| Grande Comore    | 1886-1912 | Traité du 6 janvier 1886.                                            |
| Mohéli           | 1886-1912 | —                                                                    |
| Anjouan          | 1886-1912 | —                                                                    |
| Wallis-et-Futuna | 1888-1961 | —                                                                    |
| Laos             | 1893-1954 | —                                                                    |
| Dahomey          | 1894-1900 | —                                                                    |
| Maroc            | 1912-1956 | Traité de Fès (1912)                                                 |
| Sarre            | 1947-1956 | Traité sur la Sarre (1956)                                           |

Certains analystes, dont le journaliste Stephen Smith (Libération, Le Monde), se sont demandé si la France, et par la suite les républiques indépendantes, n'ont pas commis une erreur en excluant du système politique moderne les monarques (l'empereur mossi en Haute-Volta par exemple) et autres chefs coutumiers qui disposaient d'une grande légitimité aux yeux de la population et ont été délaissés comme un reliquat d'un passé précolonial à éradiquer. L'élimination de ces anciennes élites au profit d'élites politiques recrutées parmi les anciens fonctionnaires coloniaux civils et militaires aurait constitué un facteur non négligeable d'instabilité politique dans ces nouveaux États indépendants[réf. nécessaire].

## Fin des protectorats
Le régime juridique du protectorat n'existe plus officiellement, tous les protectorats ayant soit été intégrés au sein de nouvelles entités, soit accédé à l'indépendance.
Le régime de protectorat ne doit pas être confondu avec le régime du mandat, appliqué, après la Première Guerre mondiale, à certains anciens territoires ottomans (Syrie, Liban, Palestine, Transjordanie, Irak) et colonies allemandes (Togo allemand divisé en Togo français et britannique, Cameroun allemand divisé en Cameroun français et britannique, Sud-Ouest africain, Ruanda-Urundi, Tanganyika, îles Marshall, îles Samoa occidentales, Nauru), au nom de la Société des Nations (SdN), et après 1945 sous le nom de tutelle par l'Organisation des Nations unies (ONU), qui ajouta aux mandats sur les anciennes colonies allemandes les colonies italiennes de Libye (Territoire du Fezzan et Administration militaire britannique en Cyrénaïque et Tripolitaine)[Information douteuse], d'Érythrée et de Somalie (alors devenu Territoire sous tutelle de la Somalie), ainsi que des colonies japonaises en Micronésie, le Territoire sous tutelle des îles du Pacifique (actuels États des Îles Mariannes du Nord, des Palaos, des îles Marshall et des États fédérés de Micronésie).

## Autres utilisations du termeprotectorat

### Les États fantoches pendant la Seconde Guerre mondiale
Durant la Seconde Guerre mondiale, l'Allemagne nazie, l'empire du Japon et l'Italie fasciste mettent en place dans les pays occupés une série de régimes collaborateurs s'appuyant de manière plus ou moins forte sur des responsables politiques ou militaires locaux, ou bien pratiquant une administration militaire directe.
Dès 1931, le Japon annexe la Mandchourie pour y installer le régime du Mandchoukouo. Au début de la seconde guerre sino-japonaise, le Japon met en place en Chine une série de gouvernements collaborateurs, unifiés en 1940 sous la houlette du régime de Nankin. L'empire du Japon poursuit cette politique après son entrée officielle dans le conflit mondial.
En Europe, l'Allemagne nazie démembre la Tchécoslovaquie pour y installer le protectorat de Bohême-Moravie, correspondant à l'actuelle Tchéquie, ainsi qu'un État-satellite, la Slovaquie de Jozef Tiso.
L'Italie fait de même en annexant l'Albanie et en la transformant en royaume sous influence italienne. Durant le conflit, en Yougoslavie, l'Italie favorise la création de l'État indépendant de Croatie.
Le maintien par l'Allemagne nazie de régimes collaborateurs sous influence plus ou moins étroite est une caractéristique majeure du conflit mondial.

### Les régimes communistes
Durant la guerre froide, plusieurs régimes sont mis en place en Europe de l'Est, sous influence plus ou moins étroite de l'Union soviétique. L'influence soviétique ou chinoise se fait également sentir de manière plus ou moins prononcée dans certains régimes politiques asiatiques, africains ou sud-américains.

### L'influence française en Afrique après la décolonisation
Plusieurs des nouveaux États indépendants issus de l'Afrique-Occidentale française et de l'Afrique-Équatoriale française ont été dans une certaine mesure des protectorats déguisés, la politique française s'étant inspirée du modèle britannique de l'indirect rule ; c'est notamment le cas pour des pays comme le Tchad ou le Gabon, et dans une certaine mesure pour la Côte d'Ivoire, où la présence de l'armée française, de « conseillers », ainsi que le contrôle économique partiel de grandes sociétés françaises ont notablement contribué au maintien des gouvernements en place.